# Bataille d'Épehy
Première Guerre mondiale
Batailles
Front d'Europe de l’Ouest
- Liège (8-1914)
- Namur (8-1914)
- Frontières (8-1914)
- Anvers (9-1914)
- Grande Retraite (9-1914)
- Marne (9-1914)
- Course à la mer (9-1914)
- Yser (10-1914)
- Messines (10-1914)
- Ypres (10-1914)
- Givenchy (12-1914)
- 1re Champagne (12-1914)
- Hartmannswillerkopf (1-1915)
- Neuve-Chapelle (3-1915)
- 2e Ypres (4-1915)
- Colline 60 (4-1915)
- Artois (5-1915)
- Festubert (5-1915)
- Quennevières (6-1915)
- Linge (7-1915)
- 2e Artois (9-1915)
- 2e Champagne (9-1915)
- Loos (9-1915)
- Verdun (2-1916)
- Redoute Hohenzollern (3-1916)
- Hulluch (4-1916)
- 1re Somme (7-1916)
- Fromelles (7-1916)
- Arras (4-1917)
- Vimy (4-1917)
- Chemin des Dames (4-1917)
- 3e Champagne (4-1917)
- 2e Messines (6-1917)
- Passchendaele (7-1917)
- Cote 70 (8-1917)
- 2e Verdun (8-1917)
- Malmaison (10-1917)
- Cambrai (11-1917)
- Bombardements de Paris (1-1918)
- Offensive du Printemps (3-1918)
- Lys (4-1918)
- Aisne (5-1918)
- Bois Belleau (6-1918)
- 2e Marne (7-1918)
- 4e Champagne (7-1918)
- Château-Thierry (7-1918)
- Le Hamel (7-1918)
- Amiens (8-1918)
- Cent-Jours (8-1918)
- 2e Somme (9-1918)
- Bataille de la ligne Hindenburg
- Meuse-Argonne (10-1918)
- Cambrai (10-1918)

Front italien
Front d'Europe de l’Est
Front des Balkans
Front du Moyen-Orient
Front africain
Bataille de l'Atlantique
La Bataille d'Épehy, est une bataille qui eut lieu le 18 septembre 1918, sur le Front Ouest, pendant la Première Guerre mondiale. Elle opposa 12 divisions alliées, à au moins 6 divisions allemandes. La Bataille d'Épehy s'inscrit dans le cadre de l'offensive alliée des Cent-Jours.

## Contexte
Cette bataille intervint dans le contexte de l'Offensive des Cent-Jours, contre-offensive alliée qui fit reculer l'armée allemande jusqu'au 11 novembre 1918.

## Champ de bataille
La bataille d'Epehy se déroula sur le territoire des communes de Bellenglise et Épehy.

## Déroulement de la bataille
Le 46e Bataillon d’infanterie australien de la 4e division participa les 18 et 19 septembre 1918 à l'affrontement avec l'armée allemande.

## Lieu de mémoire
- Bellenglise : Mémorial de la 4e division australienne de Bellenglise
- Pigeon Ravine Cemetery
- Épehy Wood Farm Cemetery
- Domino British Cemetery, Épehy.